# Инцидент с «чёрной пушкой»
«Инцидент с „чёрной пушкой“» (кит. упр. 黑炮事件, пиньинь Hēi pào shìjiàn, палл. Хэй пао ши цзянь) — китайский кинофильм в жанре политической сатиры, дебютная режиссёрская работа Хуан Цзяньсиня.

## Сюжет
Чжао Шусинь работает на горнодобывающем предприятии инженером и переводчиком с немецкого языка. Он холост, и его основным развлечением является игра в китайские шахматы. Однажды, вернувшись из командировки, он обнаруживает потерю одной из фигур своего шахматного комплекта — чёрной фигуры «пушка». Несмотря на сильный ливень он немедленно отправляется в почтовое отделение и посылает в гостиницу, в которой он останавливался во время командировки, телеграмму: «Потерял чёрную пушку. 301. Найдите. Чжао», чтобы работники гостиницы поискали в номере 301 фигуру «чёрная пушка».
Странный текст телеграммы настораживает власти, и полиция заводит дело по расследованию «инцидента с чёрной пушкой». Чжао увольняют, а в качестве переводчика берут Фэн Лянцая, работавшего в туристической компании. Однако Фэн Лянцай не знает немецкой технической терминологии, и когда из ФРГ прибывает в качестве специалиста Ганс Шмидт, то Фэн Лянцай постоянно совершает ошибки при переводе специфических терминов. Ганс Шмидт настаивает, чтобы ему вернули в качестве переводчика Чжао Шусиня, и даже навещает его лично, чем ставит того в затруднительное положение.
Тем временем директор предприятия Ли Жэньчжун посещает Чжао Шусиня, и случайно обнаруживает шахматный комплект, в котором отсутствует чёрная «пушка». Всё становится на свои места, и на партсобрании Ли предлагает, чтобы Чжао вновь занял должность переводчика, однако партийный секретарь Чжоу Юйчжэнь настаивает, чтобы ничего не предпринималось до того, как инцидент окончательно разрешится. Тем временем неправильный перевод Фэн Лянцая приводит к тому, что оборудование выходит из строя и предприятие несёт убытки.
Наконец приходит посылка для Чжао Шусиня. Чжоу Юйчжэнь и другие тайно вскрывают её, и находят там лишь шахматную фигуру. Лишь теперь Чжао Шусинь узнаёт причину всех своих неприятностей.

## В ролях
- Лю Цзыфэн — Чжао Шоуинь, инженер
- Ян Ячжоу — Фэн Лянцай, переводчик
- Герхард Ольшевски — Ганс Шмидт, немецкий специалист
- Гао Мин — Ли Жэньчжун, директор

## Награды
- 1986 — премия «Золотой петух» за лучшую мужскую роль (Лю Цзыфэн)
- 1987 — демонстрация вне конкурсной программы на Каннском кинофестивале